# كلايتون فاونتن
كلايتون فاونتن (بالإنجليزية: Clayton Fountain) هو قاتل متسلسل أمريكي، ولد في 12 سبتمبر 1955، وتوفي في 11 يوليو 2004.